# Freiburger FC
Freiburger FC, właśc. Freiburger Fußball-Club 1897 e.V. – niemiecki klub piłkarski, grający obecnie w Oberliga Baden-Württemberg (piąta liga, grupa kraju związkowego Baden-Württemberg), mający siedzibę w mieście Fryburg Bryzgowijski. Klub był jednym z członków założycieli Deutscher Fußball-Bund, który powstał w 1900 roku w Lipsku.

## Historia
- 17.12.1897 - został założony jako Freiburger FC
- 25.06.1945 - został rozwiązany i na nowo założony jako Fortuna Freiburg
- 21.11.1949 - zmienił nazwę na Freiburger FC

## Sukcesy
- 10 sezonów w Bezirkslidze Baden (1. poziom): 1923/24-32/33.
- 11 sezonów w Gaulidze Baden (1. poziom): 1933/34-43/44.
- 3 sezony w Oberlidze Südwest Gruppe Süd (1. poziom): 1947/48-49/50.
- 1 sezon w Oberlidze Süd (1. poziom): 1956/57.
- 12 sezonów w 2. Oberlidze Süd (2. poziom): 1950/51-55/56 i 1957/58-62/63.
- 11 sezonów w Regionallidze Süd (2. poziom): 1963/64-73/74.
- 4 sezony w 2. Bundeslidze Süd (2. poziom): 1977/78-80/81.
- 1 sezon w 2. Bundeslidze (2. poziom): 1981/82.
- 3 sezony w Amateurlidze Südbaden (3. poziom): 1974/75-76/77.
- 11 sezonów w Amateur-Oberlidze Baden-Württemberg (3. poziom): 1982/83-89/90 i 1991/92-93/94.
- mistrz Niemiec: 1907
- mistrz Południowych Niemiec: 1898 i 1907
- mistrz Südkreisliga (1. poziom): 1916
- mistrz Kreisliga Südwest (1. poziom): 1920
- mistrz Bezirksliga Baden (1. poziom): 1930
- mistrz Oberliga Südwest Gruppe Süd (1. poziom): 1949
- mistrz 2. Oberliga Süd (2. poziom): 1956 (awans do Oberligi Süd)
- mistrz Amateurliga Südbaden (3. poziom): 1977 (awans do 2. Bundesligi Süd)
- mistrz Amateur-Oberliga Baden-Württemberg (3. poziom): 1984 (przegrywa baraże o awans do 2. Bundesligi)
- mistrz Verbandsliga Südbaden (4. poziom): 1991 (awans do Amateur-Oberligi Baden-Württemberg)
- wicemistrz Bezirksliga Baden (1. poziom): 1924, 1925 i 1929
- zdobywca Pucharu Południowej Badenii: 1951, 1991 i 1992

## Stadiony
Pierwsze boisko klubu mieściło się w pobliżu głównego cmentarza miejskiego. Od 1903 roku klub rozgrywał swoje spotkania na Sportplatz an der Schwarzwaldstraße. W latach 1921–1922 wybudowano nowy stadion klubu, Möslestadion. Służył on drużynie aż do 2000 roku, kiedy to działacze Freiburger FC sprzedali go sąsiedniemu klubowi, SC Freiburg. Zespół przeniósł się wówczas na Schönbergstadion. W 2008 roku zespół przeprowadził się natomiast na Stadion im Dietenbachpark.